# Congiunzione (astrologia)

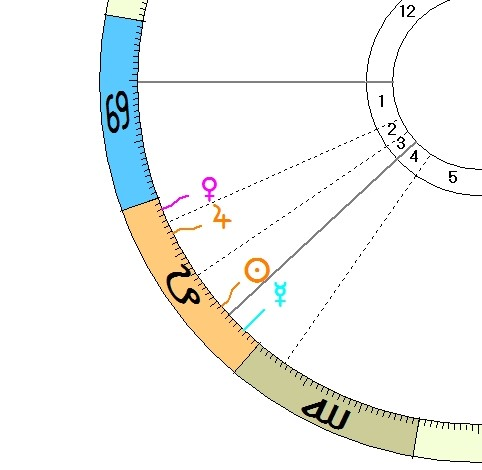
Dettaglio da un tema natale con Venere, Giove, Sole e Mercurio congiunti nel segno del Leone.

In astrologia si definisce congiunzione l'aspetto che si forma quando due o più pianeti si trovano molto ravvicinati, ad una distanza angolare tra 0 e 3 gradi circa, ed il cui simbolo è  (il carattere unicode ☌ ha codice U+260C).

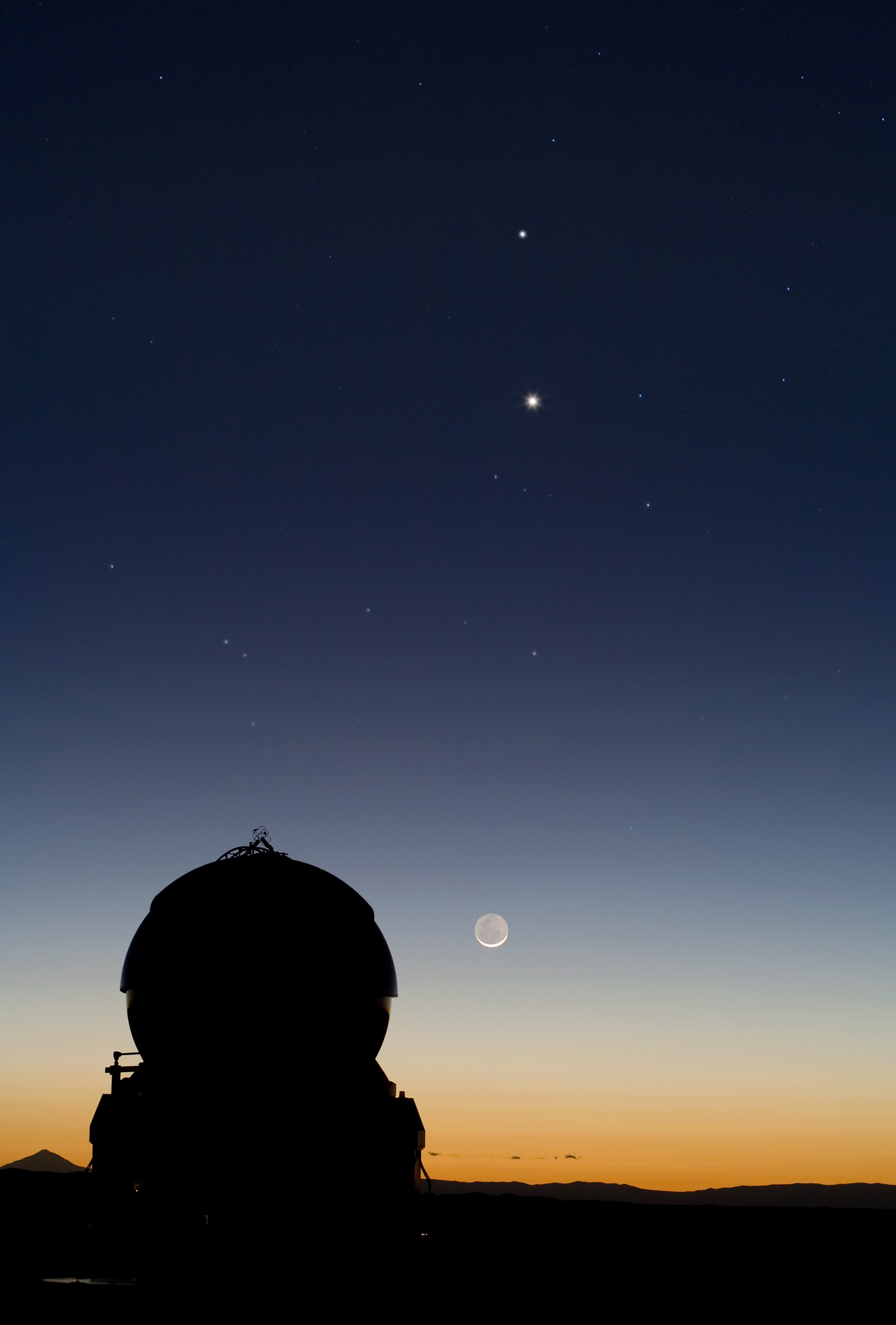
Una congiunzione di Mercurio con Venere sovrapposti alla Luna, vista dall'Osservatorio del Paranal nel Cile settentrionale.

## Significato

Simbolo della congiunzione astrologica

All'interno di un tema natale spesso il simbolo non è segnato graficamente poiché i pianeti congiunti si notano a occhio nudo. L'interpretazione astrologica è variabile, assumendo connotazioni positive oppure negative a seconda dei pianeti coinvolti.
Ad esempio, una congiunzione tra Venere e Sole (entrambi pianeti positivi) è indice di amore per la vita, serenità, ottimismo, fascino, buona salute. Una congiunzione tra Venere (pianeta positivo) e Urano (pianeta ostacolante) denota instabilità affettiva, amori anticonvenzionali, irrequietezza e comportamento imprevedibile.
Se diversi pianeti vicini tra loro in un oroscopo formano più congiunzioni, questo raggruppamento è definito stellium. Esso rafforza l'influenza del segno zodiacale o della casa in cui si trovano, soprattutto se fra di loro vi è il Sole o i pianeti a transito veloce (Luna, Mercurio, Venere e Marte); meno potente è lo stelium se comprende i pianeti lenti (da Giove a Plutone).
Una congiunzione di rilevante significato è quella tra Giove e Saturno, che si sarebbe verificata ad esempio in coincidenza della nascita di Cristo, e sarebbe da identificare con la stella di Betlemme conosciuta dai Re Magi.